# Crescentino
Crescentino (français : Crescentin) est une commune de la province de Verceil dans le Piémont en Italie.

## Administration
| Période                                  | Période | Identité | Étiquette | Qualité |
| ---------------------------------------- | ------- | -------- | --------- | ------- |
|                                          |         |          |           |         |
| Les données manquantes sont à compléter. |         |          |           |         |

### Hameaux
Campagna, Cerrone, Monte, San Grisante, San Silvestro, San Genuario, Caravini, Porzioni, Santa Maria, Mezzi Po, Galli, Cascinotti, Lignola

### Communes limitrophes
Brusasco, Fontanetto Po, Lamporo, Livorno Ferraris, Moncestino, Saluggia, Verolengo, Verrua Savoia